# Andrea Mandorlini
Andrea Mandorlini (Ravenna, 17 juli 1960) is een Italiaans voormalig voetballer. Hij speelde voor verschillende Italiaanse clubs, het langst voor Internazionale. Na zijn carrière stapte hij het trainersvak in. Mandorlini was als coach als laatst in dienst bij Calcio Padova.

## Spelerscarrière
Mandorlini speelde in de jeugd van Ravenna Calcio uit zijn thuisstad Ravenna. Hij maakte echter zijn profdebuut op 4 februari 1979 bij Torino FC. Hij verliet Torino in 1980 voor Serie B-club Atalanta Bergamo. In 1981 tekende Mandorlini bij Ascoli. Na drie seizoenen liet hij Ascoli achter zich en werd hij gecontracteerd door Internazionale. Met Inter werd hij landskampioen in het seizoen 1988/89, won hij de Supercoppa 1989 en als klap op de vuurpijl de UEFA Cup 1990/91 tegen eveneens een Italiaanse club: AS Roma. Na nog twee seizoenen bij Udinese te hebben gespeeld, ging hij met voetbalpensioen in 1993.

## Trainerscarrière
Na zijn voetbalpensioen begon Mandorlini direct met coachen bij Serie D-club ASD Manzanese in 1993. Met die club degradeerde hij. Pas vier jaar later, in 1998, ging hij opnieuw aan het werk als coach, ditmaal bij US Triestina in de Serie C2. Na een korte periode bij Triestina vervolgde Mandorlini zijn carrière bij Spezia, ook uitkomend in de Serie C2. Met Spezia won hij in zijn eerste seizoen direct de Serie C2, maar promoveerde niet naar de Serie B, omdat verloren werd van de kampioen van de Serie C1. Toch kreeg Mandorlini de kans om zich in de Serie B te bewijzen; Vicenza contracteerde hem na dit succes. Na een achtste plaats in het seizoen 2002/03 vertrok hij naar Atalanta Bergamo, eveneens in de Serie B. Hij leidde Atalanta het seizoen daarna naar promotie naar de Serie A. Hij bleef bij Atalanta in het seizoen 2003/04 maar werd kort na de slechte seizoensstart ontslagen. 
In januari 2006 werd Mandorlini aangesteld als hoofdcoach bij Bologna FC in de Serie B, maar hij werd al na een paar maanden ontslagen. In december 2006 verhuisde hij naar Padova in de Serie C1. Hij wist Padova van de degradatiezone tot bijna de promotie play-offs te loodsen. In juni 2007, in de voorbereiding op seizoen 2007/08, werd hij aangesteld bij Serie A-club AC Siena, maar werd ook hier weer na een slechte seizoensstart ontslagen.
In juli 2008 werd bekend dat Mandorlini hoofdcoach van US Sassuolo, promovendus in de Serie B, zou worden. Hij leidde Sassuolo naar een zevende plaats in seizoen 2008/09. Hij verliet Sassuolo bij wederzijdse instemming in juni 2009. In november dat jaar ging Mandorlini voor het eerst een buitenlands avontuur aan, bij de Roemeense topclub CFR Cluj. Hij won dat seizoen met de Roemenen de dubbel. In het seizoen dat daarop volgde werd ook nog de Roemeense supercup gewonnen. Dit betekende voor Mandorlini zijn eerste echte trainerssucces. Op 15 september 2010 werd Mandorlini echter na een slechte seizoenstart ontslagen. 
Op 9 november 2010 werd hij hoofdcoach van Hellas Verona in de Lega Pro Prima Divisione (derde niveau). Hij verving Giuseppe Giannini. Zijn contract werd op 11 oktober 2011 verlengd tot 2014. In zijn tijd bij Hellas Verona behaalde Mandorlini tweemaal promotie en bracht hij Verona terug van het derde niveau naar de Serie A. Gedurende het Serie A-seizoen 2015/16 werd Mandorlini na 14 speelronden ontslagen. Verona stond toen met 6 punten stijf onderaan. Hij werd opgevolgd door Luigi Delneri. 
In 2017 was hij kortstondig coach van Genoa CFC. Een jaar later was Mandorlini slechts enkele maanden eindverantwoordelijke bij US Cremonese. In januari 2020 tekende hij een contract bij Calcio Padova. In het eerste seizoen met Padova in de Serie C eindigde Mandorlini als vijfde, wat genoeg was voor een plek in de play-offs, waarin Juventus -23 te sterk bleek. Het seizoen erna miste Mandorlini met Padova op een haar na het kampioenschap, dat moest het laten aan Perugia Calcio dat hetzelfde aantal punten, maar een beter doelsaldo had. In de play-offs werd vervolgens verloren van US Alessandria. Hierop vertrok Mandorlini bij de club.

## Erelijst

### Als speler
Internazionale
- Landskampioen

1988/89
- Supercoppa

1989
- UEFA Cup

1990/91

### Als trainer
Spezia
- Serie C2

1999/00
 Cluj
- Landskampioen

2009/10
- Beker van Roemenië

2009/10
- Supercupa României

2010